# Stazione di Shimo-Igusa

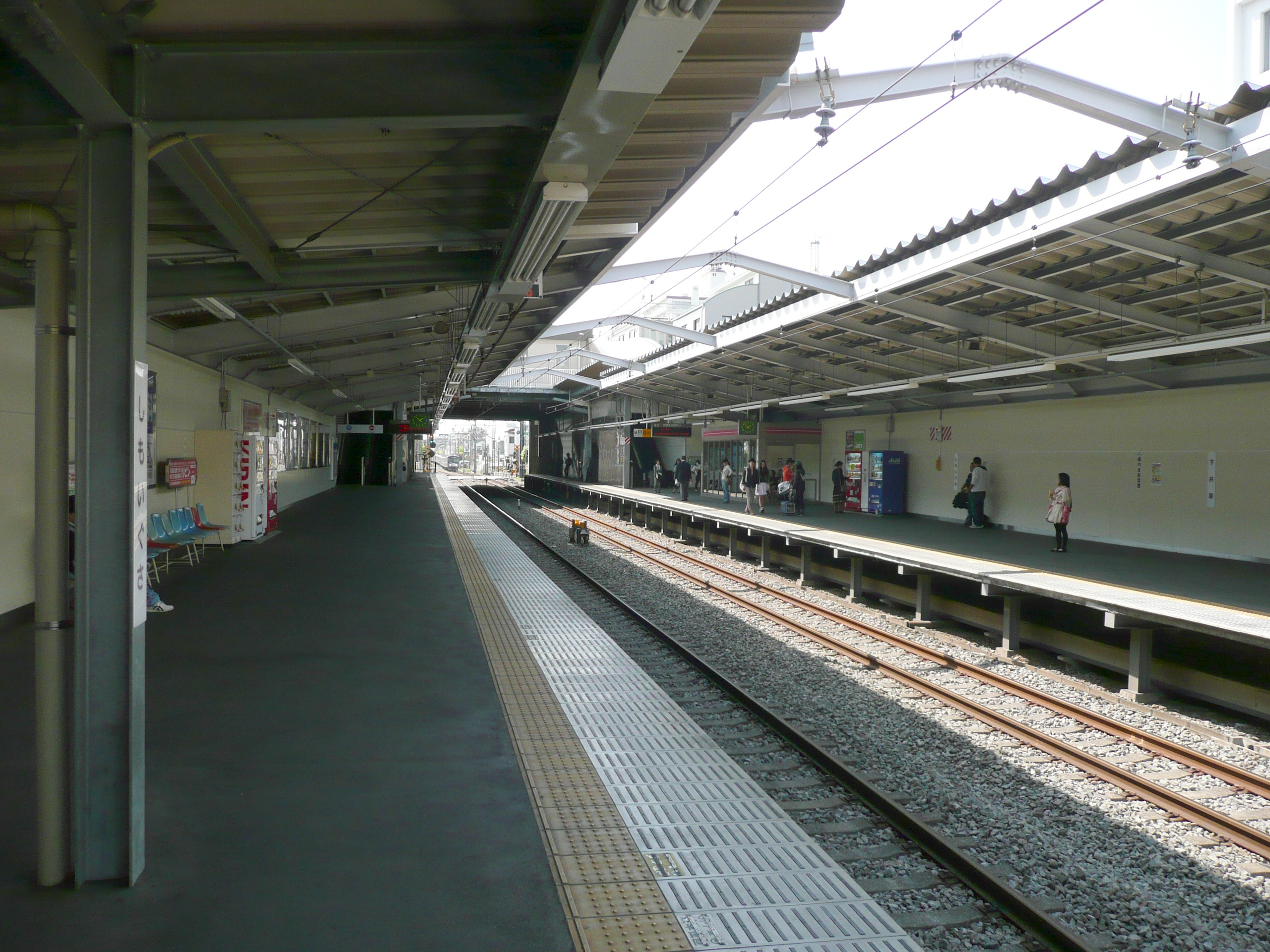
Vista delle banchine

La stazione di Shimo-Igusa (下井草駅?, Shimo-Igusa-eki) è una stazione ferroviaria di Tokyo del quartiere di Suginami, servita dalla linea Shinjuku delle Ferrovie Seibu. Fermano solo treni locali.

## Linee
Ferrovie Seibu
● Linea Seibu Shinjuku

## Struttura
La stazione si trova in superficie ed è dotata di due banchine laterali con due binari passanti. Le banchine, che possono accogliere treni da 8 casse, sono collegate al fabbricato viaggiatori sopraelevato da scale mobili, fisse e ascensori.
| 1 | ● Linea Seibu Shinjuku | per Tanashi, Tokorozawa, Haijima e Hon-Kawagoe |
| 2 | ● Linea Seibu Shinjuku | per Takadanobaba e Seibu-Shinjuku              |

## Stazioni adiacenti
| «                    | Servizio                | »                    |
| Linea Seibu Shinjuku | Linea Seibu Shinjuku    | Linea Seibu Shinjuku |
| -------------------- | ----------------------- | -------------------- |
| Saginomiya           | Locale                  | Iogi                 |
| Transito             | Semiespresso            | Transito             |
| Transito             | Espresso                | Transito             |
| Transito             | Espresso pendolari      | Transito             |
| Transito             | Espresso Limitato Koedo | Transito             |